# سیلویا میتوا
سیلویا میتوا (به انگلیسی: Sylvia Miteva) ژیمناست زادهٔ ۲۴ ژوئن ۱۹۸۶ میلادی اهل کشور بلغارستان است.